# Harold Godfrey Lowe
Harold Godfrey Lowe (Eglwys Ros (Conwy, Wales), 21 november 1882 – Deganwy (Conwy), 12 mei 1944) was een lid van de bemanning van de Titanic.
Op zijn 14e verliet hij zijn ouderlijk huis om naar zee te gaan. Eigenlijk had zijn vader hem willen onderwijzen, maar Harold wilde per se geld verdienen voor zijn werk en bij zijn vader kon hij dit niet verwachten. Hij ging daarom werken aan boord van kustschepen van Wales. Hij werkte hard en behaalde al zijn diploma's: zijn 2e officiersdiploma in 1906, zijn 1e officiersdiploma in 1908 en zijn masterdiploma in 1911. Na het behalen van de laatste diploma ging Harold bij de White Star Line werken. 
In de korte tijd dat Harold bij de White Star Line werkte voordat hij op de RMS Titanic werd geplaatst was hij 3e officier op de “Belgic” en de “Tropic”. In 1912 werd hij als 5e officier op de  Titanic geplaatst. De reis met de Titanic zou niet alleen de eerste reis met een schip van deze afmetingen worden, maar ook zijn eerste keer over de trans-Atlantische route. 
Na de ramp met de Titanic nam Lowe eerst rust. Hij trouwde en kreeg twee kinderen. Hij probeerde nog carrière te maken bij de White Star Line, maar iedere overlevende van de Titanic-ramp die in dienst was geweest op het schip had een besmet verleden, dus veel carrière maken in de scheepvaart was er niet meer bij. In de Eerste Wereldoorlog maakte hij deel uit van de reserves van de marine. Hier kreeg hij de rang van commandant. Na de oorlog besloot hij met pensioen te gaan. Harold Godfrey Lowe stierf op 12 mei 1944.